# Bôa
Pour les articles homonymes, voir Boa (homonymie).
Bôa (souvent écrit sans l'accent mais à ne pas confondre avec l'idol pop sud-coréenne BoA) est un groupe de rock alternatif anglais, mené par Jasmine Rodgers, la fille du musicien Paul Rodgers.
Ils sont connus grâce à leur chanson « Duvet » qui fut utilisée comme générique d'ouverture pour la série de japanimation Serial Experiments Lain. Cela les a surtout rendus populaires auprès des fans d'animation japonaise. Ils ont organisé un concert lors de la convention Otakon de 2000.

## Biographie
Bôa s'est formé à Londres en 1993, sous l'initiative de Ed Herten.
Bôa était à l'origine un groupe noise pop formé en 1993 par le batteur Ed Herten, le claviériste Paul Turrell et le musicien Steve Rodgers à la guitare et au chant.
Alex Caird, qui a joué avec Ed Herten dans un autre groupe, Draggin' Bones, est bientôt recruté à la basse. La sœur cadette de Steve Rodgers, Jasmine Rodgers, est invitée à chanter les chœurs dans leur première chanson « Fran » et devient rapidement la chanteuse principale du groupe. Ben Henderson, qui a joué avec Alex Caird dans le groupe Doctor Sky, est recruté peu de temps après pour jouer du saxophone.
Leur première performance en direct a lieu en janvier 1994 au London Forum avec le soutien du père de Steve et Jasmine, Paul Rodgers. Cet été-là, Ed Herten décide de quitter le groupe pour se concentrer sur ses études ; ils recrutent alors un nouveau batteur, Lee Sullivan. Il apporte une touche plus rock au groupe, s'éloignant lentement du funk, tandis que le saxophone est remplacé par la guitare de Ben Henderson.
Bôa agrémente ses performances en direct par des concerts dans le sud de l'Angleterre et, en 1996, ils acceptent un contrat d'enregistrement avec une compagnie japonaise, Polystar. Bien que l'album soit enregistré et produit en Angleterre, Jasmine et Steve voyagent vers le Japon en 1998 pour promouvoir leur album The Race of a Thousand Camels, édité uniquement dans ce pays.
Leur premier single, "Duvet", sort juste avant l'album, et il est utilisé comme générique d'ouverture d'un nouvel anime de l'époque appelé Serial Experiments Lain. Le succès critique de Lain auprès d'une frange de spectateurs séduits par l'approche cyberpunk et "anticipative" du dessin-animé introduit Bôa auprès des fans de japanimation du monde entier.
En 2000, Ben Henderson quitte le groupe pour se concentrer sur un autre groupe, Moth, avec sa femme Tina, auteur-compositeur. Alors, Bôa signe auprès de Pioneer Music, désormais devenu Geneon, et qui distribue Lain aux États-Unis. Ils participent à un concert à la convention Otakon la même année au Japon, Polystar sort l'EP Tall Snake, qui inclut quelques chansons dont un remix de "Duvet"
En 2001, Bôa ressort son album aux États-Unis via le label Pioneer Music, cette fois sous le titre Twilight, avec un tracklisting différent incluant une partie des chansons de The Race of 1000 Camels et de nouveaux titres. Ils font leur premier mini-tour à Los Angeles pour promouvoir cet album. Mais cette année marque un nouveau départ : Paul Turrell quitte le groupe pour vaquer à d'autres intérêts.
Le groupe commence à enregistrer son troisième album en 2003. Pour le sortir, ils décident cette fois de monter leur propre label indépendant, "BoA Recordings".
Après une longue période d'attente pour leurs fans, "Get There" sort le 1er février 2005. Le son, moins pop qu'aux débuts du groupe, se tourne vers des pistes un peu plus expérimentales avec des compositions plus complexes, tout en proposant aussi des morceaux de rock dans la veine des premiers albums. Il présente également plus d'éléments acoustiques que dans leur premier album. Il est en vente sur le site officiel du groupe et sur l'iTunes Store.
En 2007, Jasmine et le groupe ont communiqué sur le site du groupe, ils préparaient du nouveau matériel à enregistrer en studio. Mais depuis, les occupations de chacun ont mis le groupe en pause et aucune véritable information n'a filtré.
Cependant, au début de l'année 2012, le groupe a ouvert une page internet JustGiving (organisme de donation online) et annoncé qu'ils allaient tenter de récolter des fonds pour AAR Japan, une ONG qui opère au Japon à la suite du séisme et du tsunami survenus en 2011. En échange des dons, le groupe envoie aux donateurs une nouvelle version de leur chanson « Daylight », un enregistrement resté inédit jusque-là.

## Membres

### Membres actuels
- Jasmine Rodgers – chant, guitare acoustique, percussions
- Steve Rodgers – guitare électrique et acoustique, chant
- Alex Caird – basse
- Lee Sullivan – batterie, percussions, claviers

Jasmine et Steve sont les enfants du chanteur anglais de classic rock Paul Rodgers, que l'on retrouve dans les groupes Free, Bad Co. et actuellement Queen + Paul Rodgers.

### Anciens membres
- Paul Turrell – compositeur, claviers, arrangements, percussions, guitare électrique et acoustique - présent sur les albums Race of a Thousand Camels et Twilight
- Ben Henderson – compositeur, guitare électrique et acoustique, saxophone et percussions - présent sur les albums  Race of a Thousand Camels et Twilight

### Musiciens
- Sue Baker – premier violon
- Jude Gonella – second violon
- Kate Wills – alto
- Hannah Birch – violoncelle

## Discographie

### Albums studio
- 2001 - Twilight (Pioneer Entertainment)
- 2004 - Get There (BoA Recordings)
- 2024 - Whiplash (Nettwerk)